# Pierre de Livingstone et Stanley

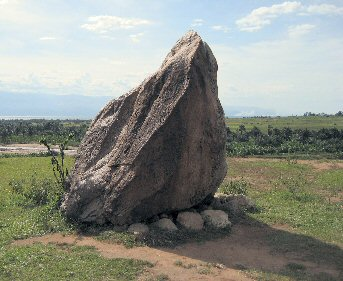

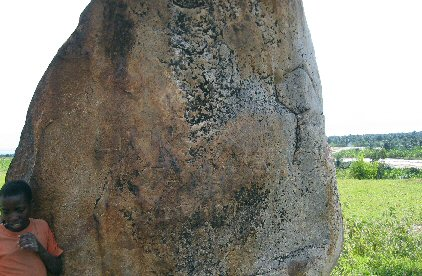

La pierre de Livingston et Stanley est une pierre érigée le 25 novembre 1871 à Mugere, à une dizaine de kilomètres au sud de Bujumbura sur la rive est du lac Tanganyika. Une pierre (déplacée) fut érigée sur place pour immortaliser la rencontre entre le savant David Livingstone et le jeune reporter Henry Morton Stanley, parti à sa recherche.
Cette rencontre intervient quelques jours plus tôt, le 10 novembre, à Ujiji, dans l'actuelle Tanzanie. Le lieu marqué par la pierre est en fait un endroit où stationnent les deux explorateurs du 25 au 27 novembre 1871.